# Методизм
Методи́зм або методистський рух (англ. Methodist movement) — група історично пов'язаних протестантських конфесій, коріння яких сягає життя й служіння Джона Веслі. Методистський рух виник у 1720-х роках в лоні Англіканської церкви й остаточно відділився від неї в окремі церкви наприкінці XVIII ст., уже після смерті Джона Веслі. Методисти вимагають послідовного, методичного додержання євангельських приписів.

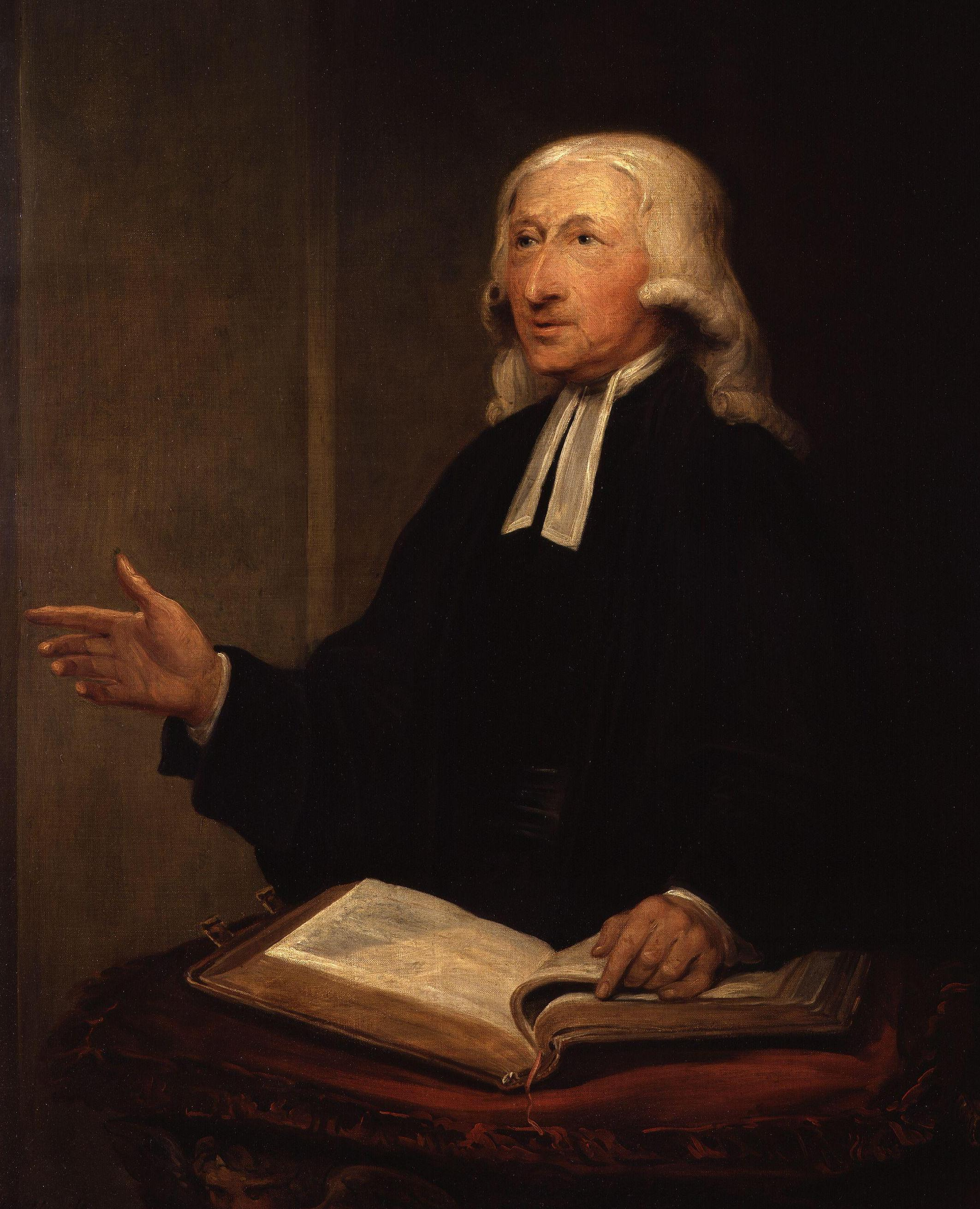
Джон Веслі (1703—1791) — засновник методизму

У богослужінні методистських церков використовуються розмаїті літургійні форми, починаючи з так званих «високих» (англ. High church) форм, успадкованих од Англіканської церкви, й закінчуючи характерним для протестантизму простим богослужінням, що не визнає літургійних обрядів.
До методистів належить близько 80 млн (з них приблизно 13 млн у США, де вони поступаються за чисельністю лише католикам і баптистам). 85 % методистів входить до «Об'єднаної методистської церкви» (виникла в 1968 році в результаті злиття «Методистської церкви» і «Євангеличної церкви об'єднаних братів»). 10 % методистів припадає на три великі афроамериканські церкви.
Положення методизму викладені у формі 25-ти тверджень, які є скороченим варіантом (зробленим Джоном Веслі) 39 статей англіканського символу віри. Методисти вірять у Триєдиного Бога і бачать у Біблії вищий авторитет у питаннях віри і практичного життя. Вони визнають реальність гріха, але також можливість пробачення і спокутування. Методисти переконані також, що людина — через віру, покаяння і святість — може зростати в благодаті, прагнучи до християнського вдосконалення; цей процес, що триває все життя, Веслі називав освяченням.

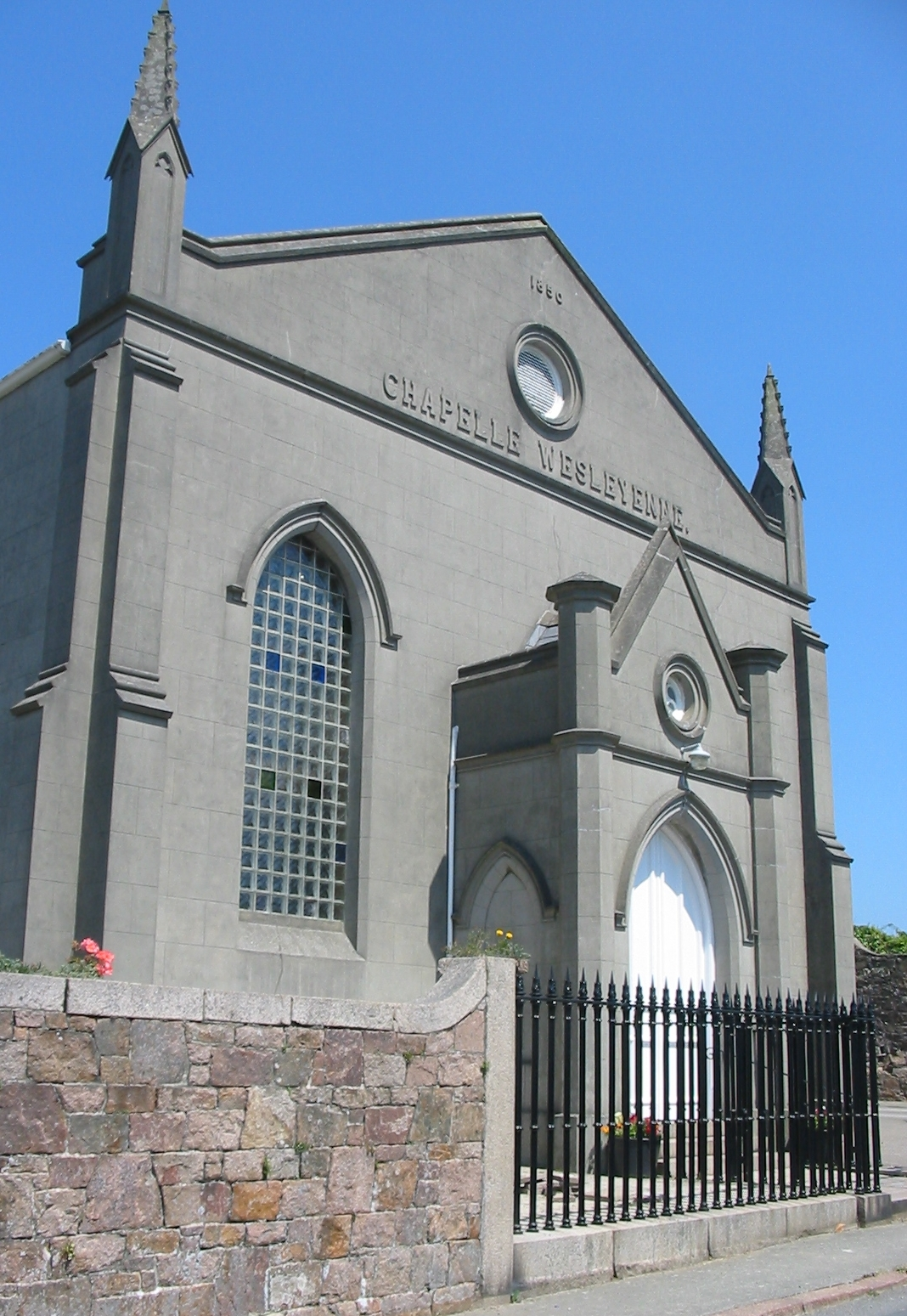
Методистська каплиця

Особливістю методистської церкви є її сувора та жорстка організація. Методистські церкви централізовані і методистське духівництво володіє усією повнотою влади щодо до рядових методистів. Найважливішим керівництвом для методистів є дисциплінарний статут «The Book of Discipline». Методисти зберегли ступінь єпископа, хоча він і позбавлений містичного розуміння. Веслі усвідомлював необхідність збереження благодатного священства, він наполягав на здобутті від Англіканської церкви рукопокладених священників — виконавців таїнств, а коли йому було в цьому рішуче відмовлено, Веслі сам висвятив одного зі своїх послідовників у «суперінтендента» з правами єпископа. Звідси і веде свій початок методистське духівництво. Методистські громади повністю підкоряються окружним організаціям, які очолюють або суперінтенденти (у неєпископальних церквах), або єпископи (у єпископальних церквах).